# سیحان
سیحان (به ترکی استانبولی: Seyhan) یک شهرستان و منطقهٔ مسکونی در ترکیه است که در استان آدانا واقع شده‌است. سیحان ۷۹۶٫۲۸۶ نفر جمعیت دارد و ۲۳ متر بالاتر از سطح دریا واقع شده‌است.